# Il disordine (film 1962)
Il disordine è un film del 1962 diretto da Franco Brusati.

## Trama
Mario, un giovane alla ricerca di un lavoro per aiutare la madre malata, incontra diversi personaggi della borghesia di Milano. Isabella, una giovane borghese preda di una crisi isterica a causa del padre morente che non vuole vederla nonostante la ragazza stia tentando una riconciliazione con lui. Bruno, amico d'infanzia divenuto ricco e cinico. Andrea e Mali, coppia in crisi, non vogliono lasciare solo Tom, appena abbandonato dall'amante. Mali finisce a letto con Tom, provocando la rabbia di Andrea che decide di rompere con Mali. Uscendo Andrea vede arrivare l'amante di Tom che si rivela essere Bruno. Don Giuseppe, un prete disposto ad aiutare il ragazzo e la madre ma ben presto si scopre che ha abbandonato la tonaca e ospita una fauna variegata di persone a casa sua. Nonostante lo scontro Don Giuseppe vende la sua casa e invia il ricavato alla madre di Mario.

## Accoglienza
Pietro Bianchi nel 1962 dedica un lungo articolo al film appena uscito inquadrandolo nel lavoro di Bertolt Brecht non tanto perché si tratti di un'opera di denuncia sociale, ma per «il fatto di esporre ogni personaggio della complessa vicenda nel suo momento cruciale. (...) La volontà di Brusati di fare un'opera impegnata in ogni direzione, tesa a cogliere una malattia comune, può essere denunziata dal fatto che l'alienazione dei suoi eroi è generale. Ricchi e poveri cercano la libertà dove non la possono trovare».

## Riconoscimenti
L'attore Georges Wilson è stato premiato al San Francisco International Film Festival con il Golden Gate Award come miglior attore non protagonista.